# Everland (attractiepark)
Everland is een attractiepark en een dierentuin in de plaats Yongin in Zuid-Korea. Het park is eigendom van Samsung C&T Corporation.

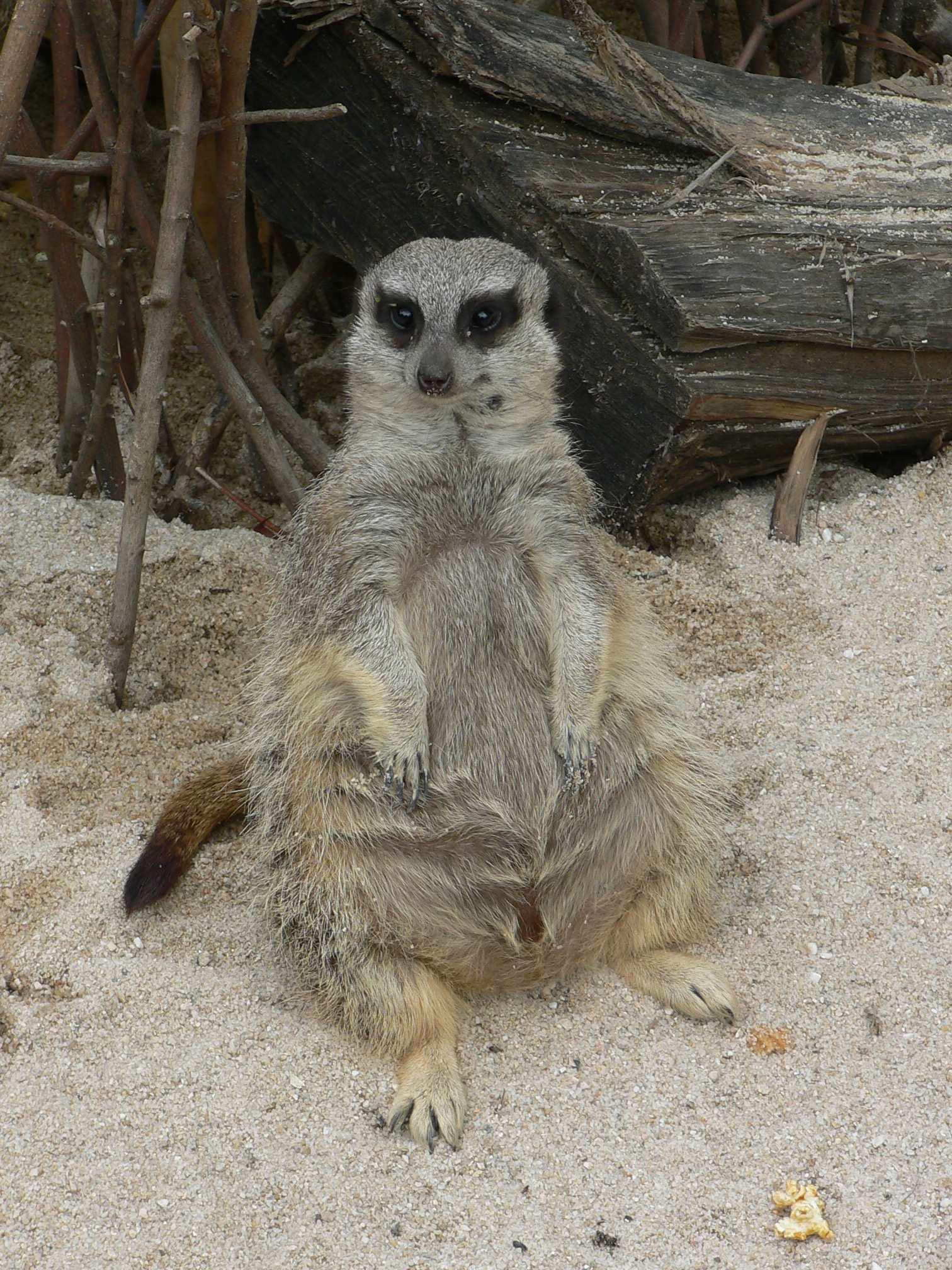
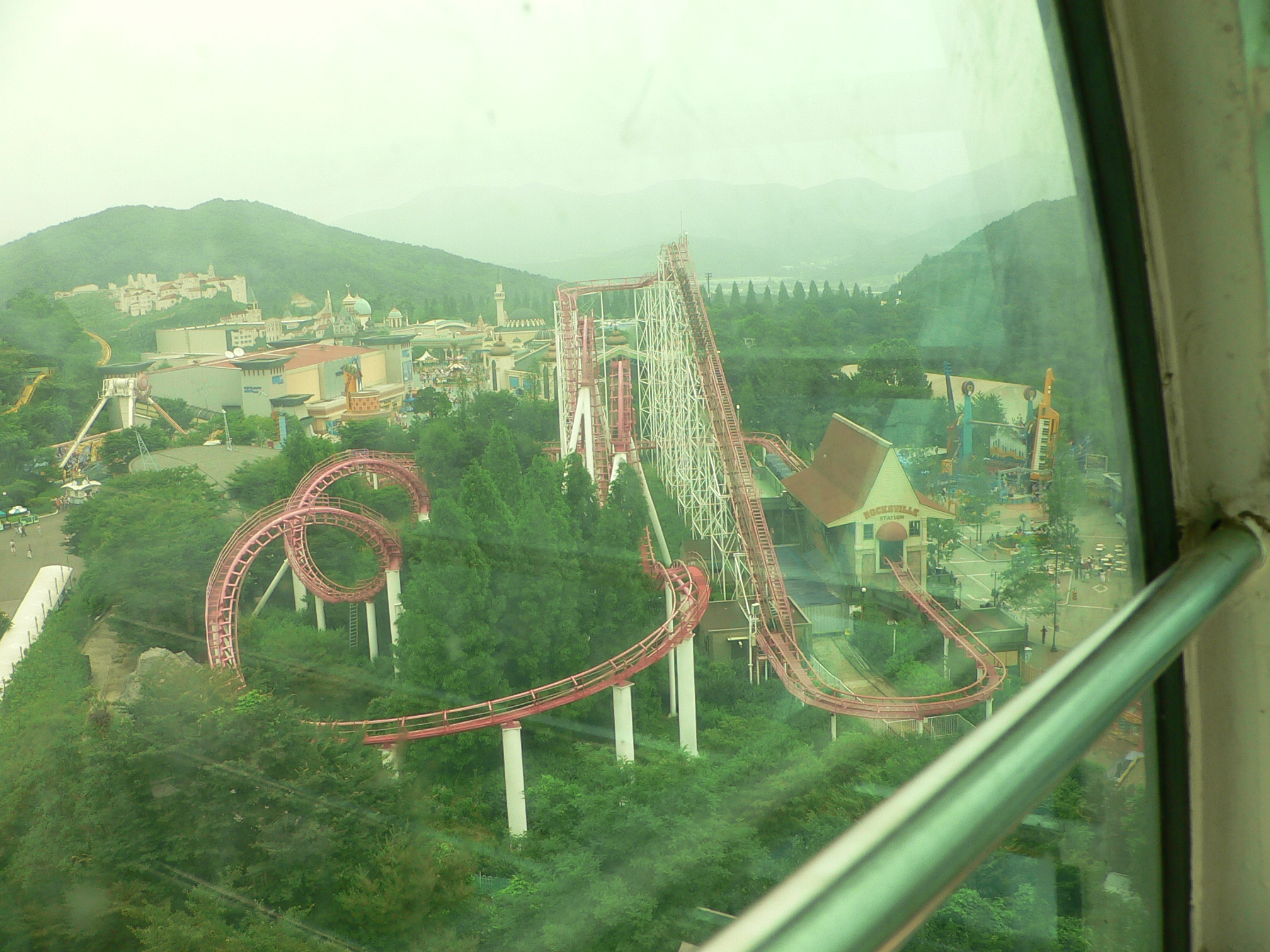
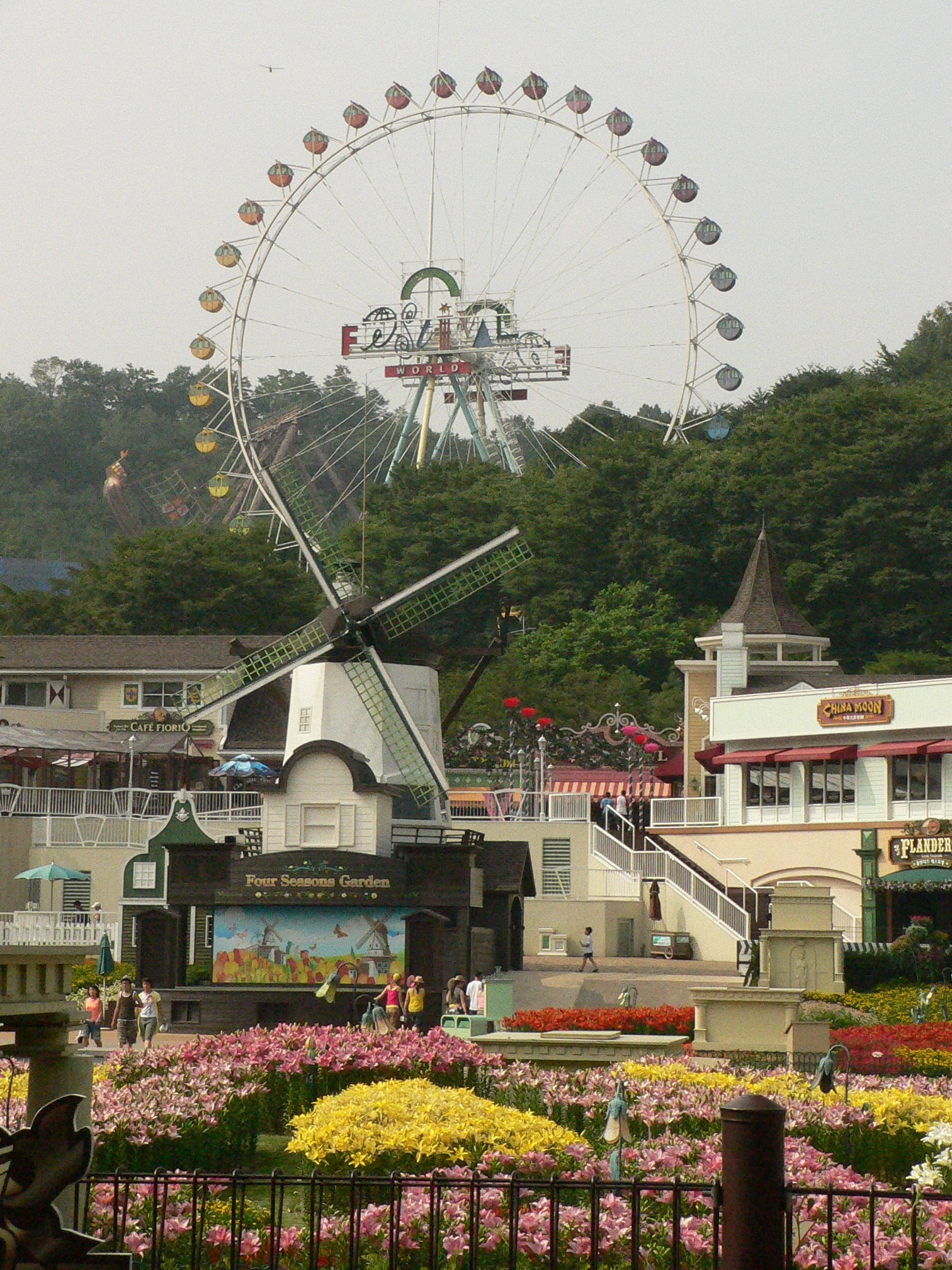
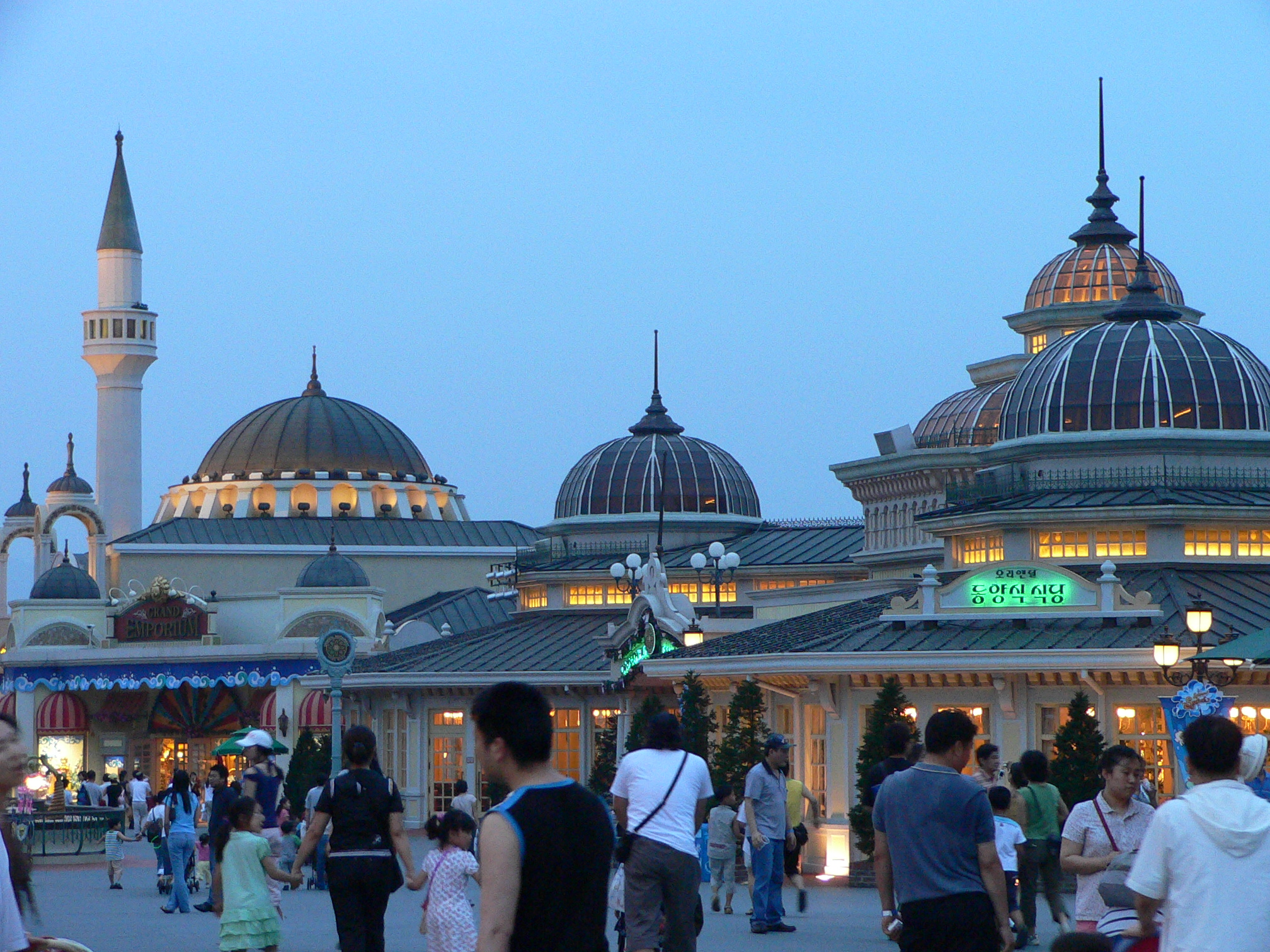
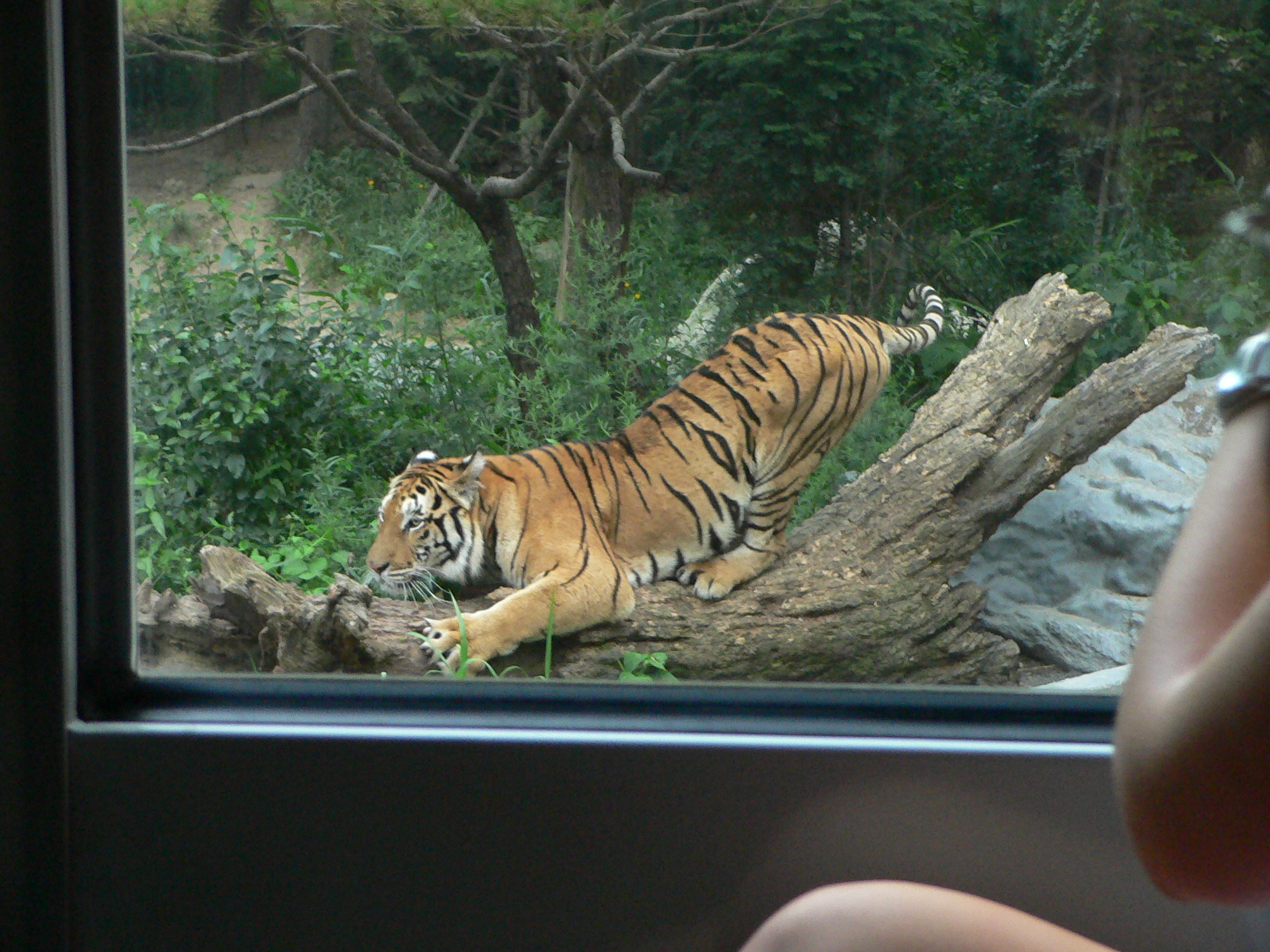